# Johnson Parker-Smith
Johnson Parker-Smith (Chelford, Cheshire, 1882 – Marple, Gran Manchester, 13 de juliol de 1926) va ser un jugador de lacrosse anglès que va competir a primers del segle xx. El 1908 va prendre part en els Jocs Olímpics de Londres, on guanyà la medalla de plata en la competició per equips de lacrosse, com a membre de l'equip britànic.